# Гіндін Яків Ісаакович
Яків Ісаакович Гіндін (Гінзбург) (1891, Мінськ — 30 жовтня 1937, Москва) — радянський діяч, член президії Ради народного господарства Української СРР, член Малої Ради народних комісарів УСРР, член ВЦВК. Член Комісії радянського контролю при РНК СРСР у 1934—1937 роках.

## Життєпис
Народився в єврейській родині службовця. Здобув початкову домашню освіту.
З січня 1905 по серпень 1913 року — хлопчик, прикажчик магазину Топельсона в Мінську. У 1913 році навчався п'ять місяців на курсах підготовки екстернів у Мінську.
З серпня 1913 по лютий 1914 року — слухач вечірніх курсів Каспар'янца в Москві. З лютого по червень 1914 року був безробітним.
У червні 1914 — лютому 1915 року — конторник мануфактурного магазину в Москві. З лютого 1915 по лютий 1916 року був безробітним.
У лютому 1916 — лютому 1918 року — комірник, завідувач складу продовольства Всеросійського союзу міст на Західному фронті в районі Гомеля і в місті Лунінець Пінського повіту Мінської губернії.
Член РСДРП(б) з березня 1917 року.
У лютому 1918 — квітні 1919 року — секретар, помічник завідувача відділу ринку праці Народного комісаріату праці РРФСР у Москві.
У квітні — жовтні 1919 року — політичний комісар 28-ї стрілецької дивізії РСЧА на Східному фронті.
У жовтні 1919 — березні 1921 року — начальник відділу праці військової промисловості при Надзвичайному уповноваженому Ради оборони із постачання Червоної армії та флоту.
У березні 1921 — жовтні 1922 року — член Малої Ради народних комісарів Російської РФСР, член президії Головного комітету із загальної трудової повинності «Головкомтруд» у Москві.
У жовтні 1922 — червні 1923 року — член президії Ради народного господарства Української СРР, член Малої Ради народних комісарів Української СРР у Харкові.
У липні 1923 — вересні 1930 року — член колегії Народного комісаріату праці СРСР у Москві.
У вересні 1930 — січні 1932 року — член колегії Народного комісаріату постачання СРСР.
У січні 1932 — лютому 1934 року — член колегії Народного комісаріату робітничо-селянської інспекції СРСР.
У березні 1934 — серпні 1935 року — член, у серпні — жовтні 1935 року — т.в.о. керівника, в жовтні 1935 — червні 1937 року — керівник групи внутрішньої торгівлі Комісії радянського контролю при РНК СРСР.
27 червня 1937 року заарештований органами НКВС. Засуджений Воєнною колегією Верховного суду СРСР 29 жовтня 1937 року до страти, розстріляний наступного дня. Похований на Донському цвинтарі Москви.
21 квітня 1956 року посмертно реабілітований.